# Aphniolaus
Aphniolaus là một chi bướm ngày thuộc họ Lycaenidae.